# Anthobothrium
Az Anthobothrium a galandférgek (Cestoda) osztályának Tetraphyllidea rendjébe, ezen belül a Phyllobothriidae családjába tartozó nem.

## Tudnivalók
Az Anthobothrium-fajok tengeri élősködők.

## Rendszerezésük
A nembe az alábbi 39 faj tartozik:
- Anthobothrium altavelae Neifar, Euzet & Ben Hassine, 2002
- Anthobothrium amuletum Butler, 1987
- Anthobothrium auriculatum (Rudolphi, 1819)
- Anthobothrium bifidum Yamaguti, 1952
- Anthobothrium caseyi Ruhnke & Caira, 2009
- Anthobothrium cornucopia Van Beneden, 1850
- Anthobothrium crenulatum Subhapradha, 1955
- Anthobothrium crispum Molin, 1858
- Anthobothrium dipsadomorphi (Shipley, 1900)
- Anthobothrium floraformis Southwell, 1912
- Anthobothrium galeorhini Suriano, 2002
- Anthobothrium hickmani Crowcroft, 1947
- Anthobothrium karuatayi Woodland, 1934
- Anthobothrium kingae (Schmidt, 1978)
- Anthobothrium laciniatum Linton, 1890
- Anthobothrium lesteri Williams, Burt & Caira, 2004
- Anthobothrium lilliformis MacCallum, 1917
- Anthobothrium lintoni (Southwell, 1912)
- Anthobothrium loculatum Lakshmi & Sarada, 1993
- Anthobothrium lyndoni Ruhnke & Caira, 2009
- Anthobothrium minutum Guiart, 1935
- Anthobothrium musteli Van Beneden, 1850
- Anthobothrium oligorchidum Young, 1934
- Anthobothrium perfectum Van Beneden, 1853
- Anthobothrium peruanum Rego, Vincente & Herrera, 1968
- Anthobothrium piramutab Woodland, 1934
- Anthobothrium pristis Woodland, 1934
- Anthobothrium pteroplateae Yamaguti, 1952
- Anthobothrium rajae Yamaguti, 1952
- Anthobothrium rugosum Shipley & Hornell, 1906
- Anthobothrium sasoonense Srivastav & Srivastava, 1988
- Anthobothrium septatum Subhapradha, 1955
- Anthobothrium sexorchidum Williams, 1964
- Anthobothrium spinosum Subhapradha, 1955
- Anthobothrium taeniuri Saoud, 1963
- Anthobothrium uarnaki Pramanik & Manna, 2007
- Anthobothrium variabile (Linton, 1889)
- Anthobothrium veravalensis Shinde, Jadhav & Mohekar, 1981
- Anthobothrium quadribothria (MacCallum, 1921)

Az egy alábbi taxon név meglehet, hogy nem ebbe a nembe tartozik:
- Anthobothrium parvum Stossich, 1895 (taxon inquirendum)

Négy további taxon nevet vagy a fentiek szinonimájává alakították át, vagy más nemekbe helyezték át.